# Szczerbowicze (obwód brzeski)
Szczerbowicze (biał. Шчарбовічы; ros. Щербовичи) – wieś na Białorusi, w obwodzie brzeskim, w rejonie baranowickim, w sielsowiecie Wolna.
W dwudziestoleciu międzywojennym leżały w Polsce, w województwie nowogródzkim, w powiecie baranowickim, do 22 stycznia 1926 w gminie Połoneczka, następnie w gminie Wolna.